# Hakea incrassata
Hakea incrassata är en tvåhjärtbladig växtart som beskrevs av Robert Brown. Hakea incrassata ingår i släktet Hakea och familjen Proteaceae. Inga underarter finns listade i Catalogue of Life.